# Otto Hirschfeld
Pour les articles homonymes, voir Hirschfeld.
Otto Hirschfeld, né le 16 mars 1843 à Königsberg et mort le 27 mars 1922 à Berlin, est un historien de l'Antiquité romaine et un épigraphiste allemand.

## Carrière

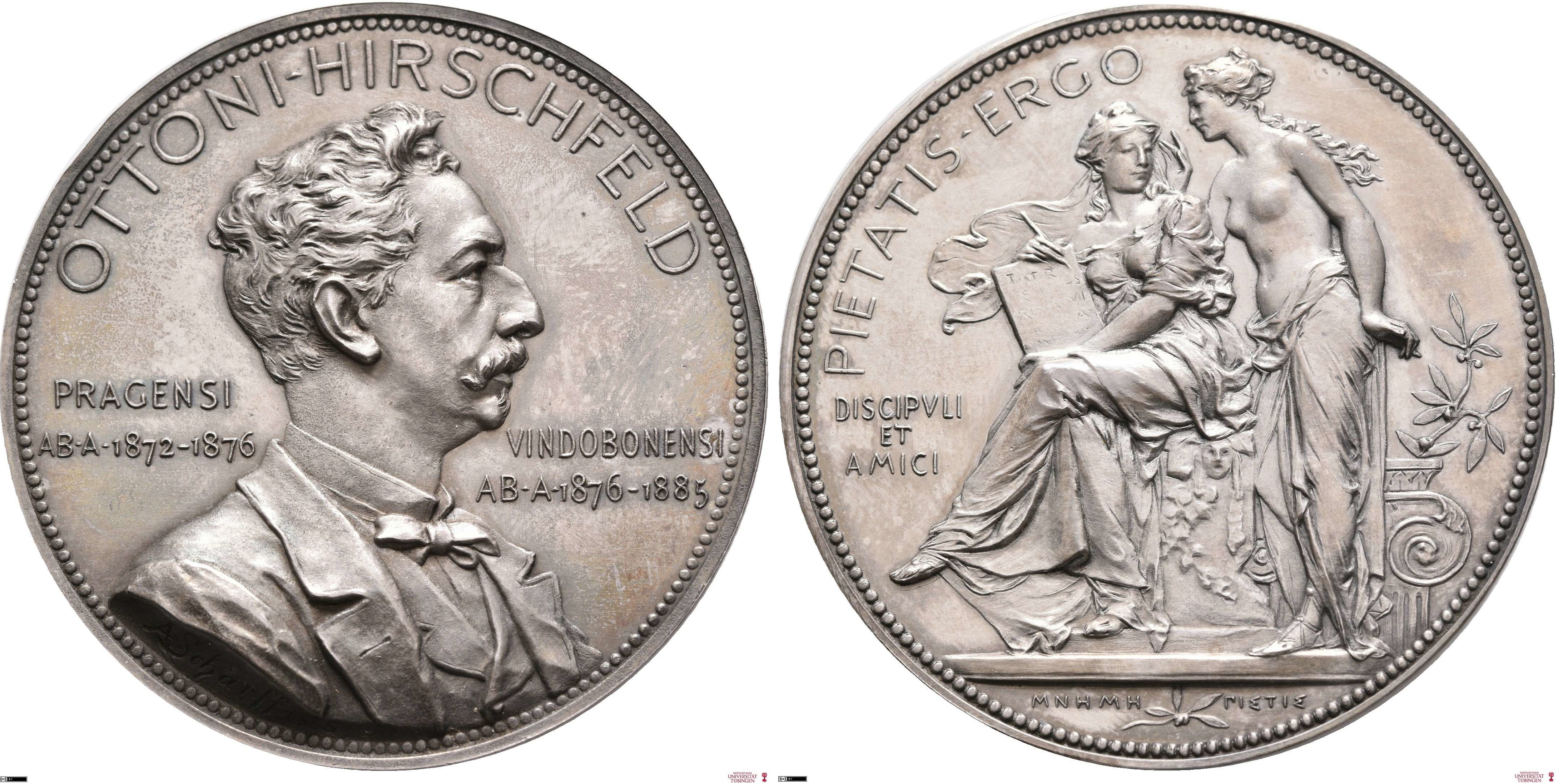
Médaille Otto Hirschfeld 1885

Après des études à Königsberg, Bonn et Berlin, sa thèse sur les incantations et les tablettes magiques gréco-romaines est reçue en 1863 à Königsberg. Pendant ses études, il devient membre de la Bonner Burschenschaft Frankonia en 1861. Il obtient son habilitation à l'université de Göttingen en 1869, puis il devient professeur d'histoire antique à l'université de Prague en 1872 et ensuite professeur à la chaire d'histoire antique et d'épigraphie à l'université de Vienne en 1876. Il y fonde avec Alexander Conze le séminaire d'archéologie et d'épigraphie. Il succède à Theodor Mommsen à la chaire d'histoire antique de l'université de Berlin en 1885 et devient également directeur de l'institut d'histoire de l'art antique. Il devient membre cette année-là de l'Académie royale des sciences de Prusse. En 1891, il est élu correspondant à l'Académie des inscriptions et belles-lettres, dont il devient membre associé en 1903. Il est nommé professeur émérite en 1917.
Le professeur Hirschfeld s'intéressait avant tout à l'épigraphie latine. Incorporé à l'équipe de Theodor Mommsen, il a voyagé en Grèce et en Dacie pour étudier les inscriptions latines et a publié de nombreuses fois dans le tome III du Corpus Inscriptionum Latinarum. Il a étudié les inscriptions de Gaule narbonnaise puis aquitaine et lyonnaise. En même temps, il publie de nombreux mémoires sur l'histoire de la Gaule. Il a eu parmi ses élèves Tadeusz Zieliński.
Une médaille commémorative fut frappée pour Hirschfeld sur souscription de ses amis et élèves.
Otto Hirschfeld décède onze jours après son 79e anniversaire, le 27 mars 1922, à Berlin. Il est enterré au cimetière du Souvenir de l'Empereur Guillaume.

## Publications
- (de) Lyon in der Römerzeit, Vienne, 1878.
- CIL Volume XII : Inscriptiones Galliae Narbonensis Latinae (inscriptions latines de Gaule narbonnaise), 1888[6]
- CIL Volume XIII, première partie : Inscriptiones Aquitaniae et Lugudunenses (inscriptions latines des Gaules Aquitaine et lyonnaise), 1899[6]